# Rue de la Licorne
La rue de la Licorne est une ancienne rue de Paris, aujourd'hui disparue. Elle était située dans l'ancien 9e arrondissement (actuel 4e arrondissement) quartier de la Cité.

## Situation
Cette rue commençait rue des Marmousets-en-la-Cité et finissait rue Saint-Christophe. Elle était située dans l'ancien 9e arrondissement, puis dans le 4e arrondissement après 1859.
Les numéros de la rue étaient noirs. Le dernier numéro impair était le no 17 et le dernier numéro pair était le no 20.

## Origine du nom
La rue doit son nom à une enseigne, de la Licorne, connue dès 1307.

## Historique
D'abord nommée vicus Nebulariorum, elle était nommée en 1269 « rue près le chevet de la Madeleine » parce qu'elle passait derrière le chevet de l'église de la Madeleine.
En 1300 et antérieurement, elle s'appelait « rue des Oubloyers », du nom  des pâtissiers, faiseurs d'oublis que l'on écrivait de diverses manières : « oublayers », « oblayers », « oublieurs », etc.
En 1310, Jehan Pitard y fait creuser à ses frais un puits pour l'usage du public à proximité de sa maison. Une plaque fut apposée sur sa maison avec cette inscription : « Jean Pitard, en ce repaire ; chirurgien du roi fit faire ; Ce puits en mil trois cent dix, Dont Dieu lui doit son paradis. »
Elle est citée dans Le Dit des rues de Paris, de Guillot de Paris, sous la forme « rue as Oubloiers ».
Elle est citée sous le nom de « rue de la Licorne », dans un manuscrit de 1636.
En 1702, la rue, qui fait partie du quartier de la Cité, possède 25 maisons et 4 lanternes.
Cette rue disparait lors des transformations de Paris sous le Second Empire afin de permettre la reconstruction de l'Hôtel-Dieu de Paris sur son site actuel.